# Inkhundla Hosea
L'Inkhundla Hosea è uno dei quattordici tinkhundla del distretto di Shiselweni, nell'eSwatini.

## Geografia antropica

### Suddivisioni amministrative
L'Inkhundla è suddiviso nei 6 seguenti imiphakatsi: Ka-Hhohho Emva, Ludzakeni/Kaliba, Lushini, Manyiseni, Nsingizini, Ondiyaneni.